# سد الغدیر
سد الغدیر یا سد ساوه بر روی رود قره‌چای در ۲۵ کیلومتری جنوب غربی شهرستان ساوه در سال ۱۳۷۲ گشایش شده‌است. سد الغدیر از نوع بتونی دو قوسی با طول تاج ۲۶۵ متر و ارتفاع ۱۲۸ متر بر روی بند شاه عباسی سابق به مساحت ۸۵۰ هکتار احداث شده‌است. نیروگاه وفرقان و نیروگاه آسیابک در مجموعه سد ساوه قرار دارد.
نیروگاه وفرقان با ظرفیت تولید ۱۰٫۴ مگاوات، شامل ۲ واحد آبی ۵٫۲ مگاواتی مدل فرانسیس عمودی و نیروگاه آسیابک با ظرفیت تولید ۵٫۲ مگاوات شامل ۲ واحد آبی ۲٫۶ مگاواتی مدل فرانسیس عمودی است.
این سد با هدف تأمین برق و آب کشاورزی ۲۳ هزار هکتار از اراضی این شهرستان احداث شده.
همچنین این سد به دلیل خشک‌سالی‌های متوالی دچار افت سطح آب ذخیره شده گردیده به‌طوری‌که حجم آب ذخیره شده در آن اردیبهشت سال ۱۳۸۹ به ۴۸٫۹۶ میلیون مترمکعب رسیده بود اما پس از بارندگی‌های ابتدای سال ۱۳۹۸ و افزایش دبی ورودی رودخانه حجم آب سد الغدیر به ۲۶۵ مترمکعب (۹۶ درصد حجم کلی) رسید.

## حجم آب سد
| تاریخ           | حجم (میلیون مترمعکب) |
| --------------- | -------------------- |
| آبان ۱۳۸۱       | ۳۹                   |
| دی ۱۳۸۴         | ۴۵                   |
| بهمن ۱۳۸۷       | ۷۳                   |
| اردیبهشت ۱۳۸۹   | ۶۳                   |
| فرودین ۱۳۹۰     | ۴۸٫۹۶                |
| مهر ۱۳۹۲        | ۱۵٫۶                 |
| اردیبهشت ۱۳۹۷   | ۵۳                   |
| ۱۴ فروردین ۱۳۹۸ | ۱۰۰                  |
| ۸ اردیبهشت ۱۳۹۸ | ۲۷۷ (سرریز شدن سد)   |
| ۲۷ شهریور ۱۴۰۱  | ۶۸                   |
| ۴ اردیبهشت ۱۴۰۲ | ۵۲                   |

## نگارخانه

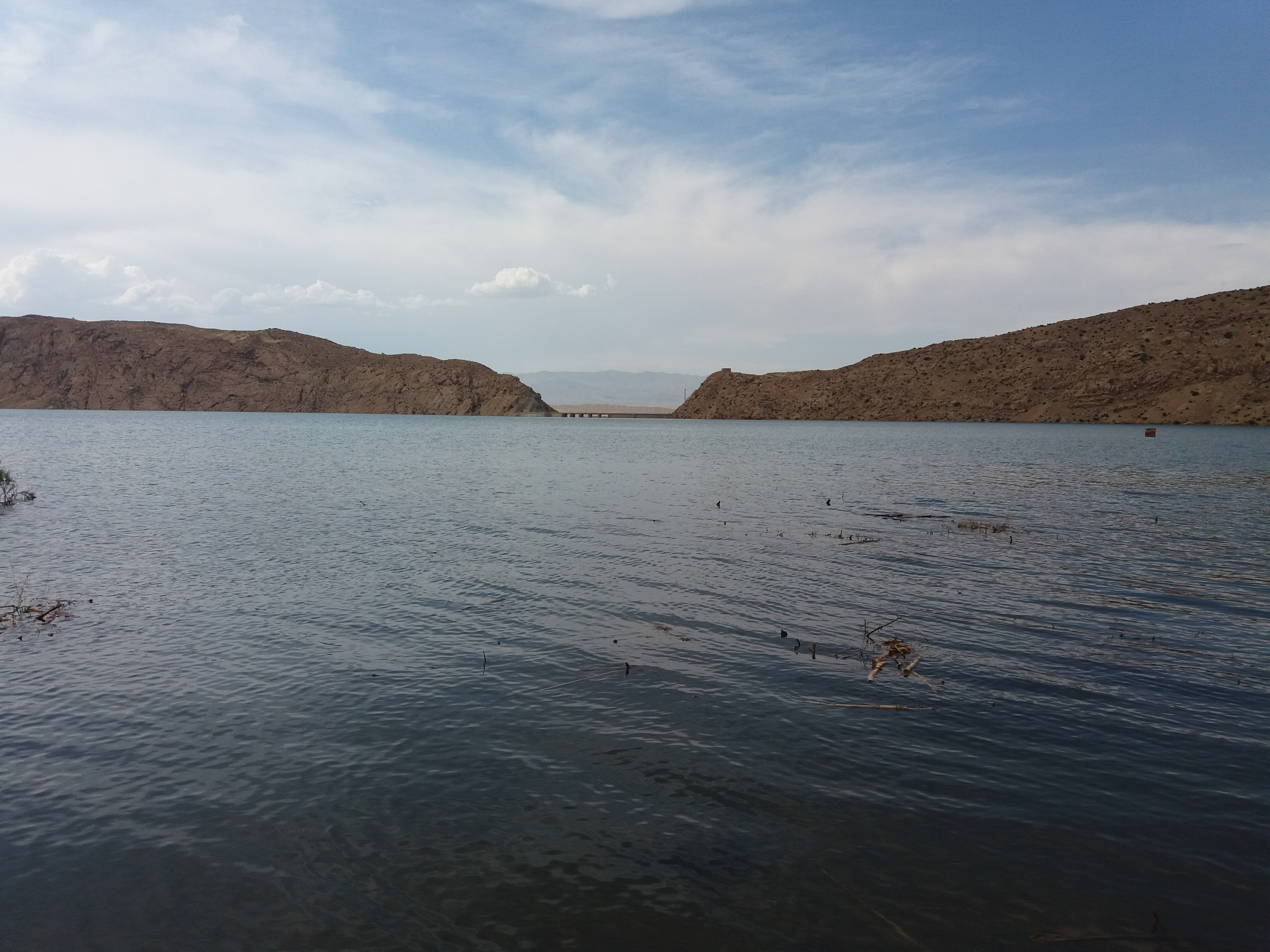
سد الغدیر، خرداد ۱۳۹۸
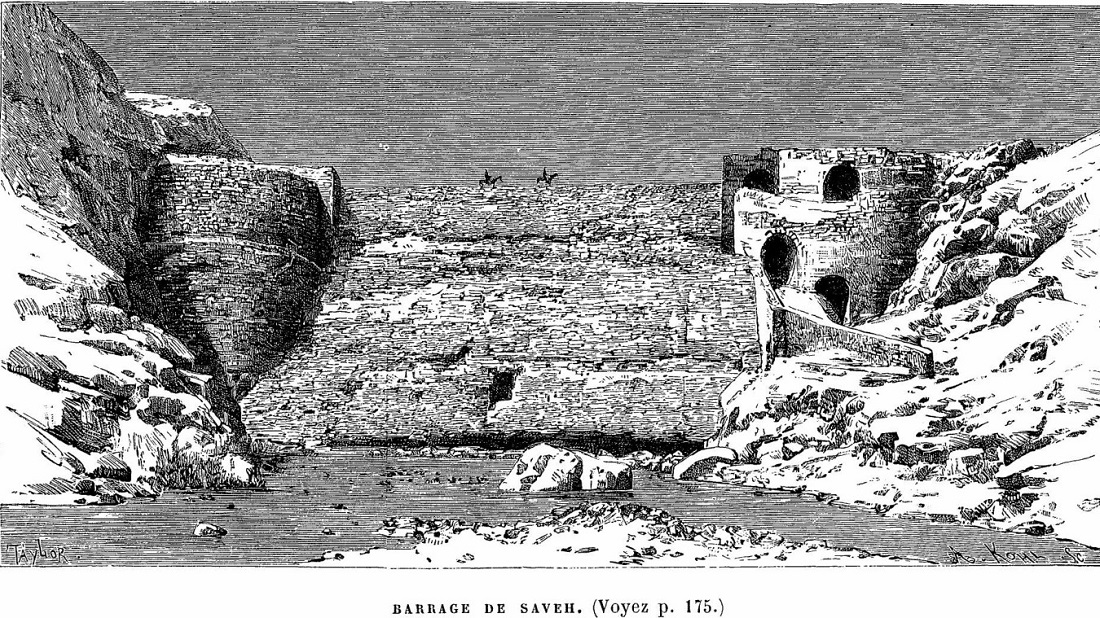
نقاشی بند شاه عباسی ساوه اثر ژان دیولافوا - ۱۸۸۱

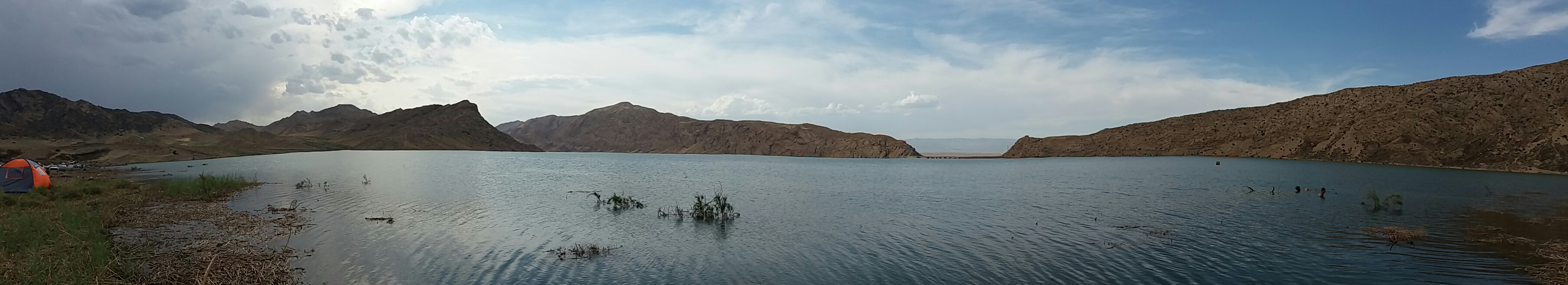
سراسرنمای سد پس از سرریز شدن و تکمیل ظرفیت، خرداد ۱۳۹۸